# حرمديات
الحرمديات أو أركتيداي أو الفراشيات الحزازية (Arctiidae) فصيلة كبيرة ومتنوعة من العثة منها 11,000 نوع موجودة حول العالم، منهم 6,000 نوع مداري. وتتضمن هذه الفصيلة المجموعات المعروفة باسم عثة النمر (أو النمور)، التي عادةً ما تكون زاهية الألوان، العاملات (التي عادةً ما تكون أغمق)، عثة الأشنيات وعثة الدبور. والعديد من الأنواع لها يسروع «مشعر» المعروف باسم الدببة الصوفية أو الديدان الصوفية. ويشير الاسم العلمي إلى (Gk. αρκτος = دُب). ويمكن أيضًا أن يسمى اليسروع باسم «عثة توسيك» (مع العلم بأنه، عادةً ما يشير هذا الاسم إلى لايمنترايداي (Lymantriidae).

## التشخيص
أكثر الخصائص تميزًا للفصيلة هي عضو صَنَّاجة على مؤخرة الصدر. لهذا العضو أغشية يتم ذبذبتها لتنتج أصوات موجات فوق صوتية. ولهم أيضًا عضو طبلي صدري للسمع، وهي سمة موزعة بتوسع مقبول عند قشريات الجناح، ولكن تتميز الفصيلة بالموقع والهيكل للعضو. ومن السمات المميزة الأخرى الشعيرات على اليرقات، وتعرُّق الجناح، وزوج من الغدد بجوار حامل البيض. وتستخدم الأصوات في التزاوج  وللدفاع ضد المفترسين. ومن الخصائص الأخرى المميزة للفصيلة، وجود غدد شرجية عند الإناث.

## أبوسِماتيسم (Aposematism)
تحفظ العديد من الأنواع كيماويات كريهة أو سامة تحصل عليها من النباتات المضيفة. ولدى بعض الأنواع القدرة على صنع دفاعاتها الخاصة (نيشيدا، 2002) (Nishida). ومن الدفاعات الشائعة: غليكوزيد قلبي (أو كاردينوليد (cardenolide)، بيروليزيدين قلويد (pyrrolizidine alkaloid)، بيرازين (pyrazines) والهستامين. وعادةً ما تحصل اليرقات على تلك الكيماويات، وقد تحتفظ بها في مراحل النضج. ولكن يحصل عليها البالغون أيضًا، عن طريق التقيؤ على النباتات المتحللة التي تحتوي على تلك المركبات، ثم شفط السائل. ويمكن أن ينقل البالغون دفاعاتهم إلى البيض، وأحيانًا ينقلها الذكور إلى الإناث لمساعدتها في الدفاع عن البيض. وقد تكون «الشعيرات» اليرقانية لاسعة، نتيجة للهستامين الذي تنتجه اليرقات، وهذا عند بعض الأنواع وليس كلها.
وتعلن الحشرات عن هذه الدفاعات بالتلوين أبوسِماتيك (aposematic) الزاهي، والوقفات الموضعية غير العادية، الروائح، أو كما عند البالغين، بالذبذبات فوق الصوتية. بعض العث المحاكاة سامة، أو دبور يلسع. وتساعد الإشارات فوق الصوتية الضواري الليلية على تعلم تجنب العث، ويمكن أن تشوش على قدرة الخفاش على تحديد مكان العثة الطائرة بالتحديد (راتكليف وفولارد، 2005) (Ratcliffe and Fullard, 2005).

## السلوك ودورة الحياة
(Pyrrharctia isabella)

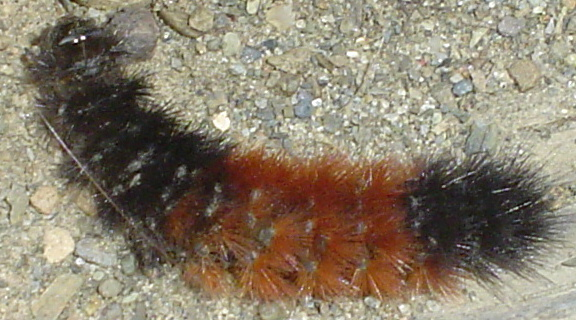
دب صوفي شرائطي، بايركتيا إيزابيلا

العديد من اليرقات والبالغات في حالة نشاط خلال النهار. وإذا تمت مضايقتها، فيرقات الدب الصوفي تلتف في شكل حلزوني ضيق. وعث نمر إيزابيلا (بايركتيا إيزابيلا) (Pyrrharctia isabella) وخلال مرحلة اليرقة خلال الشتاء. يمكنهم النجاة من التجمد في درجات الحرارة تحت الصفر المعتدلة عن طريق إنتاج مركَّب كيميائي تزجيجي. يرقات الأنواع الأخرى، فراجماتوبيا فوليجنوسا (Phragmatobia fuliginosa)، يمكن إيجادها على الثلج محاولة العثور على مكان لتصبح خادرة.
وبالرغم من أنها متوافرة، فالقليل فقط من أنواع هذه الفصيلة ذو أهمية اقتصادية. حتى فول ويبورم (fall webworm)، النوع الآكل للأشجار والمتوافر بكثرة ومتنوع الغذاء بدرجة عالية الذي انتشر من أمريكا الشمالية إلى آسيا وأوروبا، لا يتسبب في ضرر طويل الأمد للمضيف الصحي.

## الفلكلور

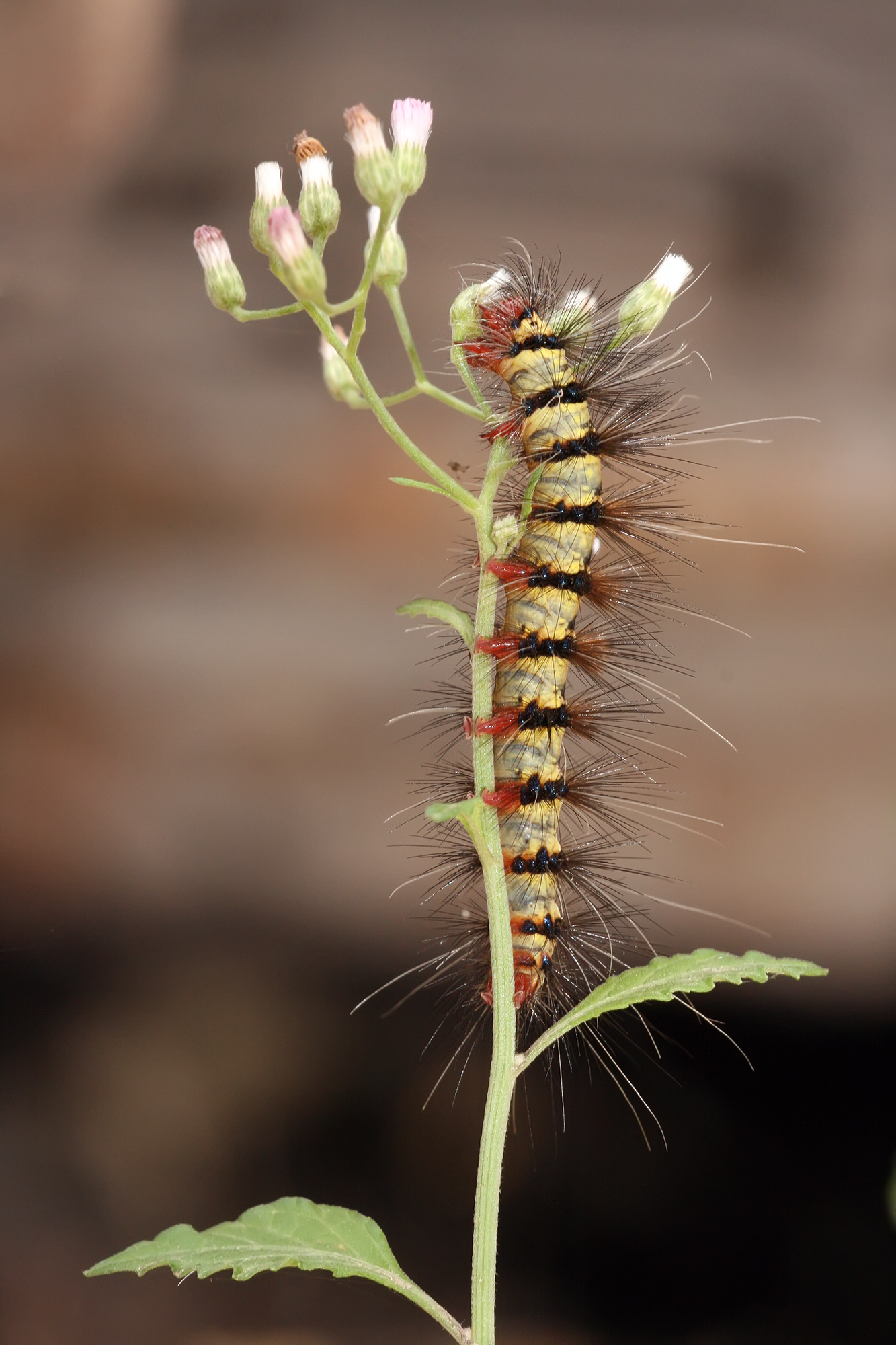
يسروع على نبتة نجمية

الفلكلور المحلي الأمريكي للـالشمالي الشرقي والأمريكي الجنوب يقول إن «الدببة الصوفية» (أو «الديدان الصوفية» في الجنوب) لها القدرة على توقع الأجواء، مشابهة لتلك القدرة لدى جرذ الأرض. ويمكن أن تشير كمية السواد على يرقة عثة نمر إيزابيلا إلى حدة الشتاء القادم، أكثر أنواع الدب الصوفي المألوفة في أمريكا الشمالية؛ يقال لو إنها بنية أكثر منها سوداء يعني أنه شتاء معتدل، ولكن لو كانت سوداء أكثر منها بنية، فمن المفترض أن يكون الشتاء قارصًا. مع ذلك، العرض النسبي للشريط الأسود يختلف بين أطوار النمو، وليس وفقًا للجو. الخصائص الأسطورية المنسوبة إلى الدببة الصوفية في أمريكا قادت إلى أمور مثل مهرجان الدب الصوفي في أوهايو، ومهرجان الدودة الصوفية في بيتي فيل، كنتاكي ومهرجان الدودة الصوفية في بانر إيلك، كارولاينا الشمالية.

## الأنواع الجديرة بالذكر
- عثة النمر العملاقة، هيبركومب سكريبونيا (Hypercompe scribonia)
- عثة توسيك ذات الشرائط، هاليسيدوتا تيسيلاريس (Halysidota tesselaris)
- الدب الصوفي ذو الشرائط أو عثة نمر إيزابيلا، بايركتيا إيزابيلا
- الإيرمين البرتقالي، سبيلاركتيا لوتى (Spilarctia lutea)
- العثة الحمراء، تيريا جاكوبايا (Tyria jacobaeae)
- العامل الشائع، مانولى لوريديولى (Manulea lurideola)
- عثة نمر دوجباين أو السيكانيا الرقيقة، السيكانيا المرهفة (Cycnia tenera)
- فول ويبورم، هيفانتريا كونى (Hyphantria cunea)
- عثة نمر الحدائق، أركتيا كاجا (Arctia caja)
- توسيك هيكوري، لوفوكامبا كاريى (Lophocampa caryae)
- عثة نمر جيرسي، إيوبلاجيا كوادريبونستاريا (Euplagia quadripunctaria)
- عثة توسيك الصقلاب، إيوتشيتس إجل (Euchaetes egle)
- عثة نمر سكارليت، كاليمورفا دومينولا (Callimorpha dominula)
- عثة نمر الياقوت الملطية، فرجماتوبيا فوليجنوسى (Phragmatobia fuliginosa) ssp. الملطية